# 軽井沢72ゴルフ
軽井沢72ゴルフ（かるいざわセブンツーゴルフ）は、長野県北佐久郡軽井沢町にある6コース108ホールのゴルフ場である。

## 歴史
1956年（昭和31年）、南軽井沢ゴルフ場（9ホール）が開業。当時は、軽井沢南部一帯は湿地帯を含む原野で、開発は遅れていた。西武グループは、ロバート・トレント・ジョーンズにコース設計を依頼。ジョーンズは、アメリカでの荒地の緑化政策の手法を取り入れた総合リゾートプロジェクトを提案した。コースに多くの池を設け、発生土で地盤をかさ上げし、排水改良を行うとともに池の水は散水に活用するものである。1971年（昭和46年）にジョーンズが設計した西ゴールド・ブルーと自社設計、合わせて72ホールが軽井沢72ゴルフとしてオープンした。

## コース概要
北コース（以下、「北」）、東（入山・押立）、西（ゴールド・ブルー）、南の6コース、計108ホールからなる。いずれもパブリックコースとして一般に利用できる。冬季は休場となるが、休場期間はコースにより異なる。
上信越自動車道碓氷軽井沢インターチェンジから東・南・西まで約7km、北まで9km。北陸新幹線・しなの鉄道線軽井沢駅からタクシーで東・西・南まで平常時8分、北まで13分。同駅から軽井沢プリンスホテル経由で各クラブハウスまでの送迎バスも運行しているほか、池袋 - 軽井沢線、渋谷駅－軽井沢・草津温泉線の高速バスも「軽井沢72ゴルフ停留所」に停車する（東・西・南最寄り。夏季の一部便通過）。
- 北コース北緯36度19分5.6秒 東経138度36分24秒

1987年から毎年8月にNEC軽井沢72ゴルフトーナメント（1991年までは東急グループ主催）が開催される。東・南・西のクラブハウスはプリンス通り沿いに近接しているが、北のクラブハウスは西にやや離れている。
- 東コース（入山・押立）北緯36度18分34.8秒 東経138度37分55.9秒

R.T.ジョーンズが西コースの設計を始め、東コースに拡大する際に、息子のロバート・トレント・ジョーンズ・ジュニアに交代した経緯がある。従来は寒冷地向けのベント芝と高温多湿向けのコーライ芝の2種類の芝を使った2グリーン式が多く見られたが、ベント芝の1グリーン式が採用された。東・北・南はR.T.ジョーンズJr.の設計によるものである。1956年に開業した南軽井沢ゴルフ場は、入山コースの一部となっている。
- 西コース（ゴールド・ブルー）北緯36度18分40.9秒 東経138度37分48.6秒

ゴールド・ブルーとも、イギリス出身のゴルフ場設計者ロバート・トレント・ジョーンズによる。
- 南コース北緯36度18分32.5秒 東経138度37分49.4秒

要所に池を配したコースである。。

## 周辺
軽井沢町内には、軽井沢72ゴルフの他に下記のプリンスホテル系列のゴルフ場がある。
- 軽井沢浅間ゴルフコース
- 晴山ゴルフ場
- 軽井沢プリンスホテルゴルフコース
- 馬越ゴルフコース
- 和美パー3コース